# Рашид (город)

Розетта в Среднем Египте в устье Нила

Раши́д (араб. رشيد‎; копт. Ⲣⲁϣⲓⲧ, Рашит; прежнее название — Розе́тта) — город и центр района в губернаторстве Бухейра в Египте. Находится на севере губернаторства, в 45 км к северо-востоку от Александрии, на левом берегу основного западного рукава Нила (который также носит название Рашид), в 5 км от Средиземного моря. Население города — 64 429 человек (2005).

## Название
Древние египтяне называли эту местность Рахит, позднее название трансформировалось в Рашид.

## История

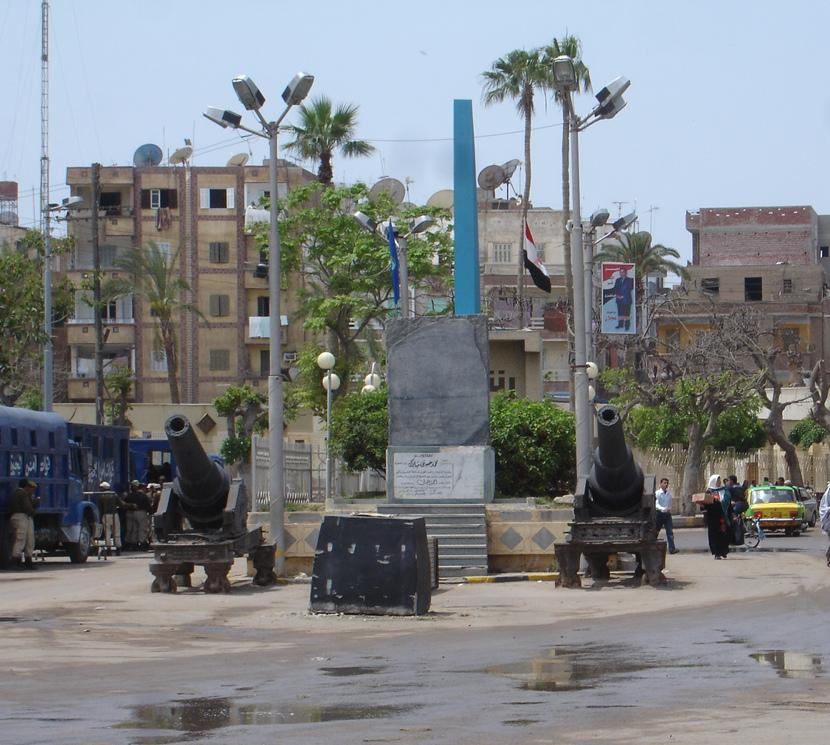
Копия Розеттского камня, оригинал которого помог дешифровать египетскую письменность Франсуа Шампольоном.

В древности, немного к северу, существовал город Болбитин. Рашид основан около 800 года. В средние века Рашид имел важное значение как торговый город, который процветал вплоть до строительства канала Махмудия и реконструкции гавани в Александрии, куда перешла бо́льшая часть торговли. Город Рашид стал известен на Западе как Розетта. Так его называли французы во время Египетского похода Наполеона Бонапарта в 1798—1799 годах. Рашид прославился благодаря Розеттскому камню, который нашли французские солдаты в 1799 году.

## Экономика
В Рашиде находится судостроительная верфь, изготавливающая до 1000 яхт в год. Кроме того, в Рашиде выращивают финики (его даже называют Город миллиона пальм) и заготавливают рис.

## Достопримечательности
В Рашиде находятся 12 исторических мечетей и 22 исторических строения, построенных во времена мамлюков и турок-османов.